# Trotzdem Ja zum Leben sagen: Ein Psychologe erlebt das Konzentrationslager
Trotzdem Ja zum Leben sagen: Ein Psychologe erlebt das Konzentrationslager (titre de la traduction française : Découvrir un sens à sa vie avec la logothérapie,, littéralement : « Dire quand même oui à la vie : Un psychologue fait l’expérience d’un camp de concentration ») est un livre écrit par Viktor Frankl en 1946. Il y décrit son expérience du camp de concentration d’Auschwitz pendant la Seconde Guerre mondiale. En deuxième partie, il présente sa méthode psychothérapique dite de logothérapie.
Selon Frankl, la longévité d'un prisonnier est directement affectée par la manière dont il imagine son futur.
D’après une étude américaine, Man's Search for Meaning (édition anglophone) est l'un des « dix livres les plus influents aux États-Unis ». À la mort de l'auteur en 1997, le livre avait été vendu à plus de 10 millions d’exemplaires et était traduit dans 24 langues.